# Baledogle
L’aéroport de Baledogle ou Balli Doogle, appelé aussi piste aérienne de Wanlaweyn, est une base aérienne des forces armées somaliennes construite avec l'aide de l'Union soviétique dans les années 1970. Depuis le début de la guerre civile somalienne en 1991, il a été attaqué et a changé de mains plusieurs fois, occupé successivement par l'Alliance nationale somalienne, la Force d'intervention des Nations unies à dominante américaine, l'Union des tribunaux islamiques, les forces armées éthiopiennes, les chebabs somaliens. Depuis les années 2010, il est de nouveau utilisée par l'US Air Force comme base d'hélicoptères et de drones et centre d'entraînement et soutien à la contre-insurrection pour les forces régulières somaliennes.

## Années 1970 - 1990
Située à 90 km au nord-ouest de la capitale, Mogadiscio, dans la province du Bas-Shabelle, la base, connue à l'origine sous le nom de Beledal Amin, est construite par les Soviétiques, alors alliés du régime de Mohamed Siad Barre, dans les années 1970. En 1975, la piste dallée atteint 3 200 m de long. Dans les années 1990, elle passe pour la deuxième plus large piste aérienne du continent africain. Les militaires soviétiques y établissent une école de parachutisme commandée de 1982 à 1985 par le général Abdulkadir Sheikh Dini (en), futur chef de l'armée et ministre de la Défense dans les années 2010.
Les Soviétiques prévoient d'y installer une usine d'assemblage d'avions MiG-21. Après leur départ en 1977, des dizaines d'appareils en cours de montage restent à l'abandon dans le sable. Après la guerre somalo-éthiopienne de 1977-1978, les forces aériennes somaliennes assurent des missions contre les rebelles du Nord mais leurs appareils manquent d'entretien et de pièces détachées malgré une aide du Zimbabwe.

## 1990 - 2012

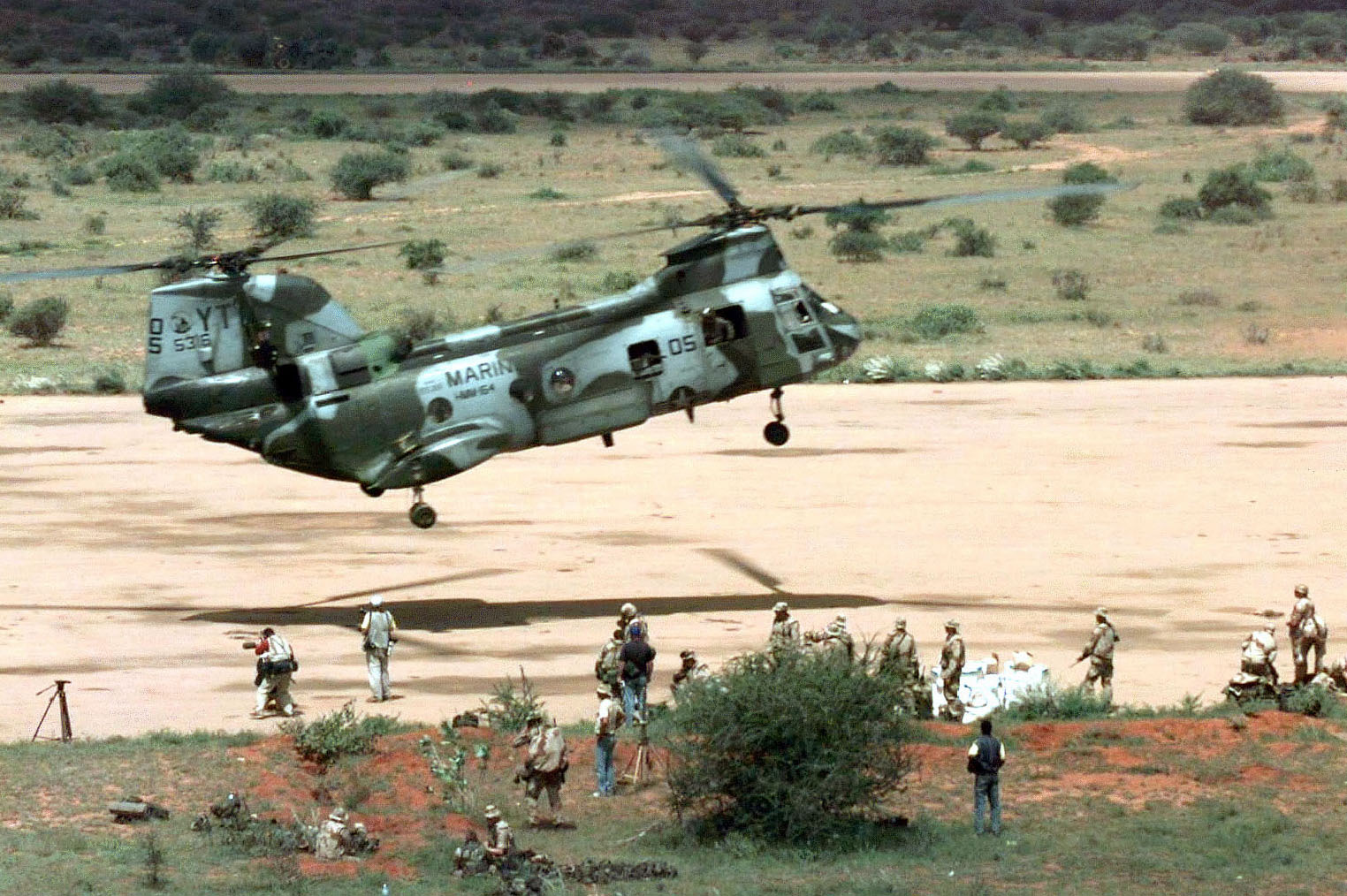
Hélicoptère américain Boeing CH-46 Sea Knight des Marines décollant de Baledogle en décembre 1992.

En 1990, au début de la guerre civile somalienne, Siad Barre est débordé par l'avance des fronts rebelles qui submergent le nord et le centre du pays. Encerclé dans sa capitale, il fait appel à une compagnie militaire privée sud-africaine qui se pose à Baledogle mais les avions d'assaut Hawker Hunter FGA.9 des mercenaires sont sabotés au sol, sans doute par une milice adverse. En janvier 1991, alors que la bataille fait rage dans la capitale, les miliciens du Congrès de la Somalie unie s'emparent de Baledogle. En avril 1992, les milices se disputent le Bas-Shabelle, cœur agricole du pays, tout en terrorisant les populations ; le pillage des silos, le massacre ou la fuite du bétail et des paysans débouchent sur la famine de 1992. Le général Mohamed Farrah Aidid, chef de l'Alliance nationale somalienne, s'impose comme le chef de guerre le plus adroit et chasse ses adversaires de Wanlaweyn et de Baledogle.
En décembre 1992, lors de l'opération Restore Hope (« Restaurer l'espoir »), le contingent américain de la Force d'intervention unifiée (UNITAF) mandatée par le Conseil de sécurité des Nations unies débarque pour sécuriser les régions dévastées et protéger le passage de l'aide humanitaire. Les soldats de la 10e division de montagne et des United States Marine Corps se déploient sans combat à Baledogle. La piste, conçue pour le décollage des avions de chasse, supporte mal le poids des avions-cargos et doit bientôt être réparée.
Le journaliste militaire sud-africain Al J Venter (en) décrit Baledogle comme un endroit perdu au milieu de nulle part, desservi par une seule route en impasse et propice aux embuscades, avec des dromadaires et des chèvres paissant à proximité. La savane somalienne ne leur fournit qu'une herbe rare, quelques buissons et acacias fortement éprouvés par le surpâturage. Les baraquements construits par les Soviétiques sont occupés par quelques habitants qui les rafistolent avec de la ficelle et des peaux d'animaux. La tour de contrôle, réduite à un squelette, arbore les drapeaux des États-Unis et de l'ONU. Les vitres ont depuis longtemps disparu et les boiseries des portes ont servi à faire du feu. Les Américains ont installé des centaines de baraquements, de tentes et de conteneurs  pour alimenter une armada d'hélicoptères Black Hawk. Pendant l'offensive américaine de Mogadiscio en octobre 1993, Baledogle est une des bases de l'offensive héliportée malheureuse qui inspirera le film La Chute du faucon noir.

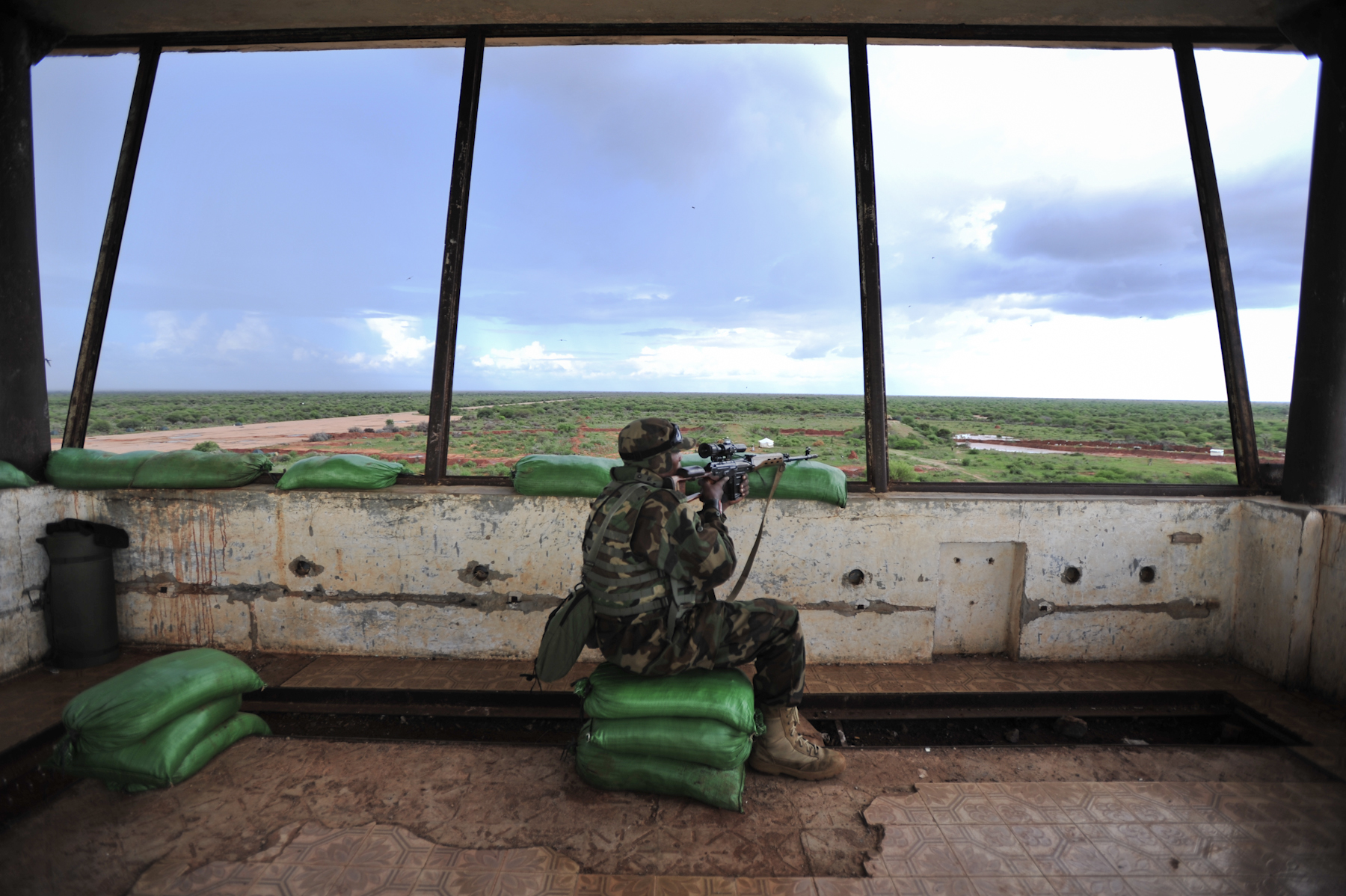
Tireur d'élite ougandais de l'AMISOM dans la tour de contrôle de Baledogle en octobre 2012.

En 1994, le contingent indien de l'ONUSOM II est débordé par la recrudescence des affrontements claniques et du brigandage. Le 7 septembre, un convoi logistique de 18 camions tombe dans une embuscade près de Wandaweyn : un seul véhicule peut atteindre la base de Baledogle.
Après le retrait de l'ONUSOM II en 1995, Baledogle repasse sous le contrôle de Mohamed Farah Aidid qui, en 1995-1996, doit la disputer à la faction de son ancien allié devenu rival, Ali Mahdi Muhammad, puis celle de l'homme d'affaires Osman Ali Atto (en). Aidid est tué au combat en août 1996 et remplacé par son fils Hussein Farah Aidid.
En 1999, des rumeurs confuses signalent l'usage de la base par l'Érythrée, l'Iran et la Libye.
Le 14 février 2001, Baledogle reçoit pour la première fois un avion civil de passagers affrété par une petite compagnie privée, Air Somalia (en), avec un avion de 160 places pour les vols internationaux et deux plus légers pour les lignes intérieures. Après la dissolution de l'Alliance nationale somalienne en 2002, Baledogle est de nouveau disputée entre plusieurs chefs de guerre. Cependant, la piste, sous le contrôle de la fraction Habar Gidir du clan Hawiye (en), reçoit en moyenne 9 vols par mois pour un profit estimé à 319 000 dollars par an : les miliciens prélèvent une taxe de 20 dollars par personne sur les migrants qui quittent le pays ,.
En 2006, les islamistes de l'Union des tribunaux islamiques prennent le contrôle de Baledogle et reçoivent d'importantes livraisons d'armement érythréen. En riposte, à partir de 2007, l'intervention éthiopienne en Somalie s'empare de la base qui devient un point d'appui de l'armée éthiopienne dans son soutien au Gouvernement fédéral de transition de Somalie.
En 2009, les djihadistes chebabs s'emparent de Baledogle et en font un camp d'entraînement. Le président de transition Sharif Sheikh Ahmed demande aux Américains de bombarder les chebabs.

## 2012 - présent

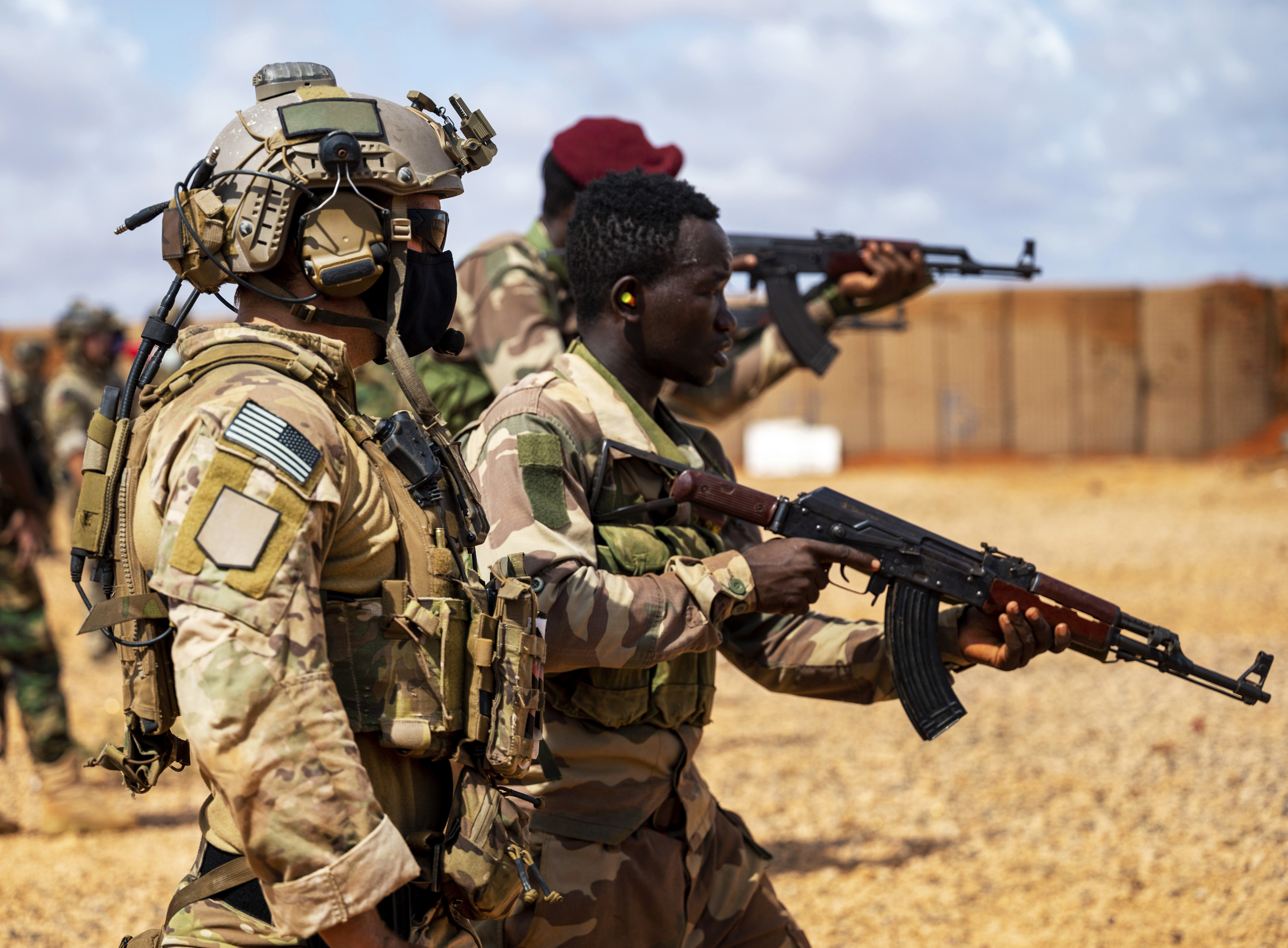
Entraînement des forces spéciales somaliennes Danab à la base de Baledogle sous contrôle militaire américain en avril 2021.

En octobre 2012, une nouvelle force militaire internationale, la Mission de l'Union africaine en Somalie (AMISOM), s'empare de Baledogle et en chasse les chebabs. Les Marines et les Forces spéciales américaines en font une base de drones et un centre d'entraînement pour les forces régulières somaliennes.
Le 30 septembre 2019, les chebabs lancent une attaque contre la base avec des voitures chargées d'explosifs et de l'infanterie mais ils sont repoussés.
Le 5 septembre 2021, un convoi de camions-citernes de carburant destiné à la base de Baledogle est attaqué sur la route entre Mogadiscio et Afgooye. D'après le communiqué des chebabs, un seul camion parvient à s'enfuir en se repliant vers Mogadiscio.
Baledogle est le centre d'entraînement des commandos Danab (en) (« éclair » en somali), troupe d'élite dans la lutte contre les chebabs : leur formation est assurée par la société militaire privée Bancroft Global Development. Après un entraînement de trois mois, ils peuvent être envoyés immédiatement au front. Le 20 janvier 2023, près du village de Gal'ad, deux de leurs bataillons sont décimés dans une attaque adverse, perdant une centaine de tués et blessés : avec l'appui d'autres unités somaliennes et des forces aériennes américaines, ils contre-attaquent le jour suivant et dispersent l'adversaire. En février 2023, 346 nouveaux membres, dont quelques femmes, reçoivent leur brevet de l'unité. Le camp d'entraînement de Baledogle est renommé en l'honneur du major Hassan Tuure, commandant en second des Danab, tué à Gal'ad